# العلاقات الجامايكية السيراليونية
العلاقات الجامايكية السيراليونية هي العلاقات الثنائية التي تجمع بين جامايكا وسيراليون.

## مقارنة بين البلدين
هذه مقارنة عامة ومرجعية للدولتين:
| وجه المقارنة                                              | جامايكا       | سيراليون       |
| --------------------------------------------------------- | ------------- | -------------- |
| المساحة (كم2)                                             | 10.99 ألف     | 71.74 ألف      |
| عدد السكان (نسمة)                                         | 2.95 مليون    | 7.56 مليون     |
| الكثافة السكانية (ن./كم²)                                 | 268.43        | 105.38         |
| العاصمة                                                   | كينغستون      | فريتاون        |
| اللغة الرسمية                                             | لغة إنجليزية  | لغة إنجليزية   |
| العملة                                                    | دولار جامايكي | ليون سيراليوني |
| الناتج المحلي الإجمالي (بليون دولار)                      | 14.77 مليار   | 3.77 مليار     |
| الناتج المحلي الإجمالي (تعادل القوة الشرائية) بليون دولار | 24.79 مليار   | 10.13 مليار    |
| الناتج المحلي الإجمالي الاسمي للفرد دولار أمريكي          | 5.23 ألف      | 653            |
| الناتج المحلي الإجمالي للفرد دولار أمريكي                 | 8.88 ألف      | 1.97 ألف       |
| مؤشر التنمية البشرية                                      | 0.719         | 0.413          |
| رمز المكالمات الدولي                                      | +1876         | +232           |
| رمز الإنترنت                                              | .jm           | .sl            |
| المنطقة الزمنية                                           | 00            | 00             |

## منظمات دولية مشتركة
يشترك البلدان في عضوية مجموعة من المنظمات الدولية، منها:
| علم المنظمة | اسم المنظمة                                                | تاريخ انضمام جامايكا | تاريخ انضمام سيراليون |
| ----------- | ---------------------------------------------------------- | -------------------- | --------------------- |
|             | يونسكو                                                     | 7 نوفمبر 1962        | 28 مارس 1962          |
|             | مؤسسة التمويل الدولية                                      | 31 مارس 1964         | 10 سبتمبر 1962        |
|             | منظمة حظر الأسلحة الكيميائية                               | ?                    | ?                     |
|             | الأمم المتحدة                                              | 18 سبتمبر 1962       | 27 سبتمبر 1961        |
|             | الاتحاد الدولي للاتصالات                                   | 18 فبراير 1963       | 30 ديسمبر 1961        |
|             | منظمة الشرطة الجنائية الدولية                              | ?                    | ?                     |
|             | البنك الدولي للإنشاء والتعمير                              | 21 فبراير 1963       | 10 سبتمبر 1962        |
|             | الاتحاد البريدي العالمي                                    | ?                    | ?                     |
|             | المركز الدولي لتسوية المنازعات الاستشارية                  | 14 أكتوبر 1966       | 14 أكتوبر 1966        |
|             | وكالة ضمان الاستثمار متعدد الأطراف                         | 12 أبريل 1988        | 20 يونيو 1996         |
|             | مجموعة دول أفريقيا والكاريبي والمحيط الهادئ                | ?                    | ?                     |
|             | العملية المشتركة للاتحاد الأفريقي والأمم المتحدة في دارفور | ?                    | ?                     |
|             | منظمة التجارة العالمية                                     | ?                    | ?                     |
|             | دول الكومنولث                                              | ?                    | 1961                  |

## وصلات خارجية
- موقع وزارة الخارجية الجامايكية